# Can Joanet Zai
Can Joanet Zai és una casa d'Amer (Selva) inclosa a l'Inventari del Patrimoni Arquitectònic de Catalunya.

## Descripció
Edifici entre mitgeres de tres plantes i coberta de doble vessant a façana. Aquesta façana, de tres crugies, està arrebossada i pintada de color ocre-crema a excepció dels marcs de les obertures antigues de la casa, que són de pedra.
La planta baixa consta d'un sòcol de pedra pissarrenca d'un metre d'alçada, d'una finestra amb reixa de ferro de forja, una finestra que sembla pertànyer a una antiga porta de la qual es conserven part de la llinda i el brancal dret i una porta d'entrada, emmarcada de pedra sorrenca, amb brancals de grans blocs i llinda monolítica.
Aquesta llinda porta gravades una inscripció i unes eines de paleta i mestre d'obres. La inscripció, en lletra minúscula i dins un marc ovalat, porta el nom d' "asteva banus" i la data de 1755. Les eines són, d'esquerra a dreta, un martell, un nivell i una esquadra.
El primer pis consta de tres finestres amb marc de pedra sorrenca en grans blocs. Una d'aquestes té l'ampit restaurat i refet de pedra de nova talla.
Al segon pis hi ha dues finestres petites fetes d'obra de ciment i rajola.
El ràfec està format per dues fileres de rajola plana i una de teula entre elles.

## Història
Casa originària del segle xviii (1755) i ampliada i reformada durant el segle xx.
En origen, com la majoria de cases d'Amer, constava d'una planta baixa pel bestiar, i paller i un pis d'habitació. És possible que, amb la informació de llinda, fos l'habitatge d'un mestre d'obres o d'algú de similar ocupació.